# Rue des Tennis
La rue des Tennis est une voie du 18e arrondissement de Paris, en France.

## Situation et accès
La rue des Tennis est une voie publique située dans le 18e arrondissement de Paris. Elle débute au 13, rue Lagille et se termine au 183, rue Belliard.

## Origine du nom
Elle porte ce nom parce qu'on avait construit des courts de tennis en bordure de la rue. 

## Historique
Cette voie est ouverte en 1855 sous le nom de « passage Delaruelle » . La partie comprise entre l'impasse Sainte-Monique et la rue Belliard s'appelait antérieurement « passage Jobert ». Ces deux voies furent nommées d'après le nom de leur propriétaire.
Le passage Jobert fut nommé d'après Jean-Nicolas Jobert, son propriétaire, né le 24 août 1824 à Virming. Ancien officier de la garde impériale, bonapartiste, il est condamné à six jours d'emprisonnement en 1876 pour avoir crié « vive Napoléon IV ! » dans la Chambre des députés. Il est condamné à deux semaines de prison en 1880 pour avoir traité des passants de « traitres » et « communards » dans le quartier de l'avenue de Saint-Ouen.

En 1894, la rue contenait de nombreux commerces : deux marchands de vins (Chucherie au 8 passage Delaruelle et Dumont au 2 passage Jobert), un charbonnier et marchand de vins (Vilaret), un entrepôt de bière (Gandoin, 18 passage Delaruelle) et une maison meublée (Butet, 22 passage Delaruelle). Au 11 rue Delaruelle se trouvait un hôtel-bar connu pour ses faits divers sordides,, son emplacement dans « un passage étroit, infect » et son insalubrité : une habitante le décrit comme « un endroit très malsain » où les enfants meurent de la tuberculose.

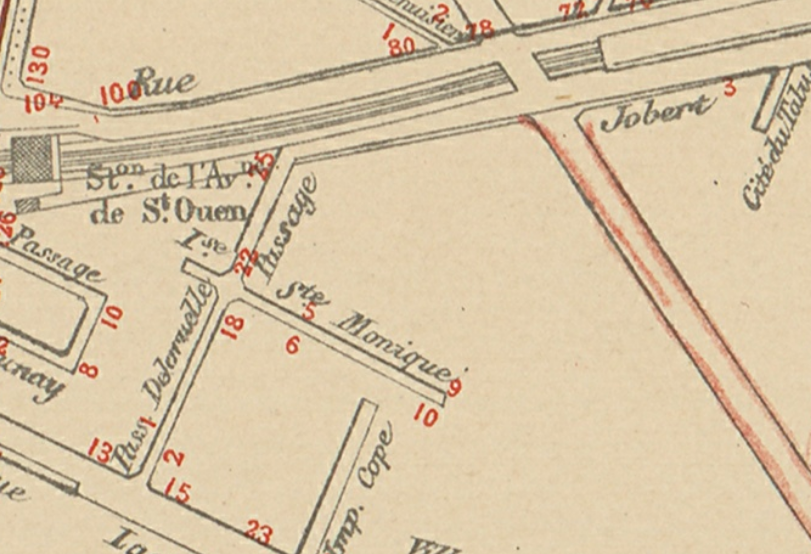
L'ancienne rue des Tennis, composée du passage Delaruelle et du passage Jobert, sur une carte de Paris en 1898. On remarque que, contrairement à la rue des Tennis, le passage Jobert fait un angle et continue très largement à l'est sur l'actuelle rue Belliard.
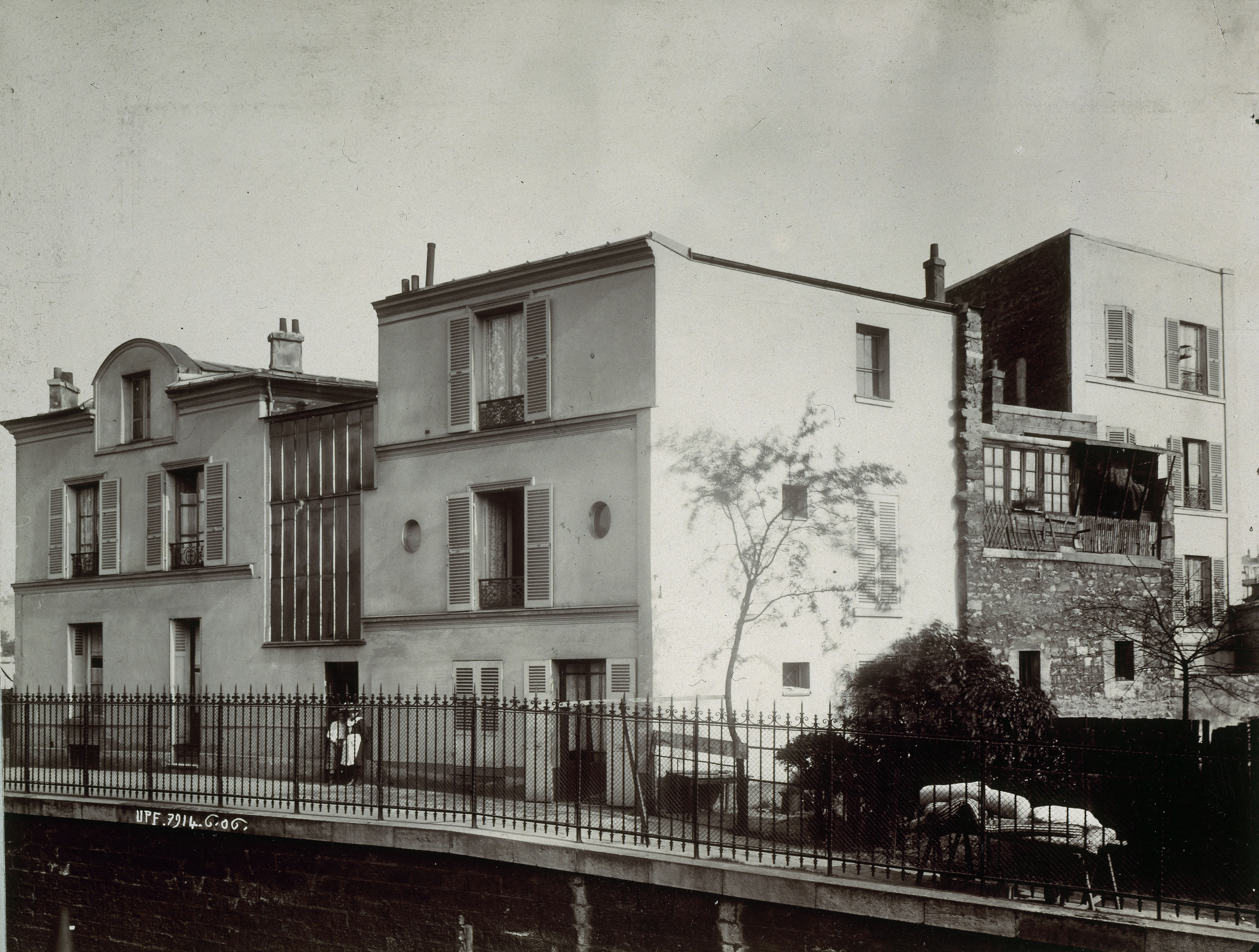
Photographie montrant les maisons disparues se trouvant au 25 passage Jobert. Au premier plan, les barrières donnant sur les rails menant à la station ferroviaire de l'avenue de Saint-Ouen.

La qualité de vie ne s'améliore pas au début du XXe siècle : en 1936, un homme tue sa femme dans ce que les journalistes qualifient de « leur taudis du 22, passage Delaruelle ».
La rue des Tennis prend sa dénomination actuelle en 1938 et est classée dans la voirie parisienne par un arrêté municipal du 9 janvier 1995.

L'immeuble Deneux avec à gauche la rue des Tennis.

## Bâtiments remarquables et lieux de mémoire
- Tchesslav Tchechovitch, écrivain et élève du mystique Georges Gurdjieff, vécut au n°6 de la rue des Tennis[13], dans un appartement décrit comme « plus que modeste [...]. Une petite pièce surchargée avec des meubles disparates [...] aux murs, des photos, des schémas et deux estampes populaires montrant une épaisse forêt avec des ours ainsi qu'un banquet avec une tablée de superbes gaillards hilares. Un piano... »[13].
- Le directeur de la photographie Pierre Petit vécut au n°11 de la rue à la fin des années 1930[14]
- Le luthier Maxime Angard (1849 - 1912), inventeur d'un système de cheville qu'il nomma « la Sécurité », résida et travailla au 23 passage Delaruelle[15].
- Au nord, l'angle côté impair de la rue est formé par l'immeuble Deneux, construit entre 1911 et 1913 par l'architecte en chef des Monuments Historiques Henri Deneux. Le bâtiment comporte une entrée donnant sur la rue des Tennis.